# Cecilia Underwood
Pour les articles homonymes, voir Underwood.
Cecilia Underwood, duchesse d'Inverness, née vers 1785 et morte le 1er août 1873 à Kensington Palace (Londres), est une aristocrate britannique surtout connue pour avoir été la maîtresse du prince Auguste-Frédéric, duc de Sussex (sixième fils du roi George III). Bien qu'ils se soient mariés, en 1831, leur union contrevenait à la loi sur les mariages royaux de 1772 et, à ce titre, était considérée comme juridiquement nulle. Par conséquent, elle ne peut être qualifiée ni de duchesse de Sussex ni de princesse. Elle est créée duchesse d'Inverness, de plein droit, par la reine Victoria, le 10 avril 1840.

## Biographie

### Jeunesse
La date de naissance exacte de Cecilia n'est pas connue, mais elle se situe aux alentours de 1785. Cecilia est la fille d'Arthur Gore, 2e comte d'Arran, et de sa troisième épouse, Elizabeth Underwood,.

### Premier mariage
En mai 1815, Cecilia épouse Sir George Buggin. Le couple n'a pas d'enfants et Sir George Buggin meurt le 12 avril 1825.

### Second mariage
Le 2 mai 1831, elle épouse en secondes noces le prince Auguste-Frédéric, duc de Sussex, sixième fils de George III, à Great Cumberland Place, Londres. Le duc de Sussex avait déjà épousé Lady Augusta Murray (en) en 1793, mais ce mariage a été annulé en 1794 car il contrevenait à la loi sur les mariages royaux de 1772, qui exige que tous les membres de la famille royale britannique demandent la permission du souverain avant de se marier. Le second mariage du duc contrevient également à cette loi, ce qui le rend juridiquement nul. Le couple réside dans les appartements du duc au palais de Kensington.

### Duchesse d'Inverness
Son mariage avec le duc de Sussex n'étant pas considéré comme légal, Cecilia ne peut prendre le titre de Son Altesse Royale la duchesse de Sussex. Elle prend alors le nom de jeune fille de sa mère, Underwood, par licence royale et est connue sous le nom de Lady Cecilia Underwood.
Cependant, Cecilia n'est pas acceptée comme un membre à part entière de la famille royale britannique. De fait, le protocole royal l'empêche d'être présente à toutes les réceptions auxquelles assistent les autres membres de la famille royale, car elle ne peut pas prendre place au côté de son mari en raison de son rang inférieur. Pour compenser cela, en 1840, la reine Victoria la crée duchesse d'Inverness, en son nom propre, titre transmissible à ses descendants masculins légalement engendrés.

### Veuvage et mort
Le duc de Sussex meurt le 21 avril 1843 au palais de Kensington et est enterré au cimetière de Kensal Green. La duchesse d'Inverness continue à résider au palais de Kensington jusqu'à sa mort trente ans plus tard, le 1er août 1873. Elle est inhumée au côté de son second mari.

## Dans la culture populaire
Dans l'épisode 6 (« L'Époux de la Reine ») de la première saison de la série télévisée Victoria (2016), le rôle de Cecilia est brièvement interprété par Daisy Goodwin, créatrice de la série et sa principale scénariste. Dans cet épisode, le rôle du duc de Sussex est interprété par David Bamber.

## Titulature et armoiries

### Titulature
Cecilia est successivement connue sous les noms et titres de :
- Lady Cecilia Gore (v. 1785-1815) ;
- Lady Cecilia Buggin (1815-1831) ;
- Lady Cecilia Underwood (1831-1840) ;
- Sa Grâce la duchesse d'Inverness (1840-1873)[4].

### Armoiries
| Figure                                                | Blasonnement |
| ----------------------------------------------------- | --- |
| Armoiries de Cecilia Underwood, duchesse d'Inverness. | Couronne : Couronne de duc. Armoiries : Écartelé 1er & 4e d'azur à la fasce d'hermine accompagnée de trois annelets d'or et d'un lion passant d'azur (Underwood) 2e & 3e de gueules à la fasce accompagnée de trois croix recroisetées d'or (Gore). |